# 自衛隊インド洋派遣
自衛隊インド洋派遣（じえいたいインドようはけん）は、アメリカ同時多発テロ事件と報復のアフガニスタン攻撃を受けて、2001年（平成13年）から2010年（平成22年）1月15日まで行われていた、海上自衛隊の補給艦と護衛艦の派遣をいう。派遣の根拠となる法律はアメリカ同時多発テロ事件により成立した時限立法テロ対策特別措置法及びテロ対策海上阻止活動に対する補給支援活動の実施に関する特別措置法（新テロ特措法）である。

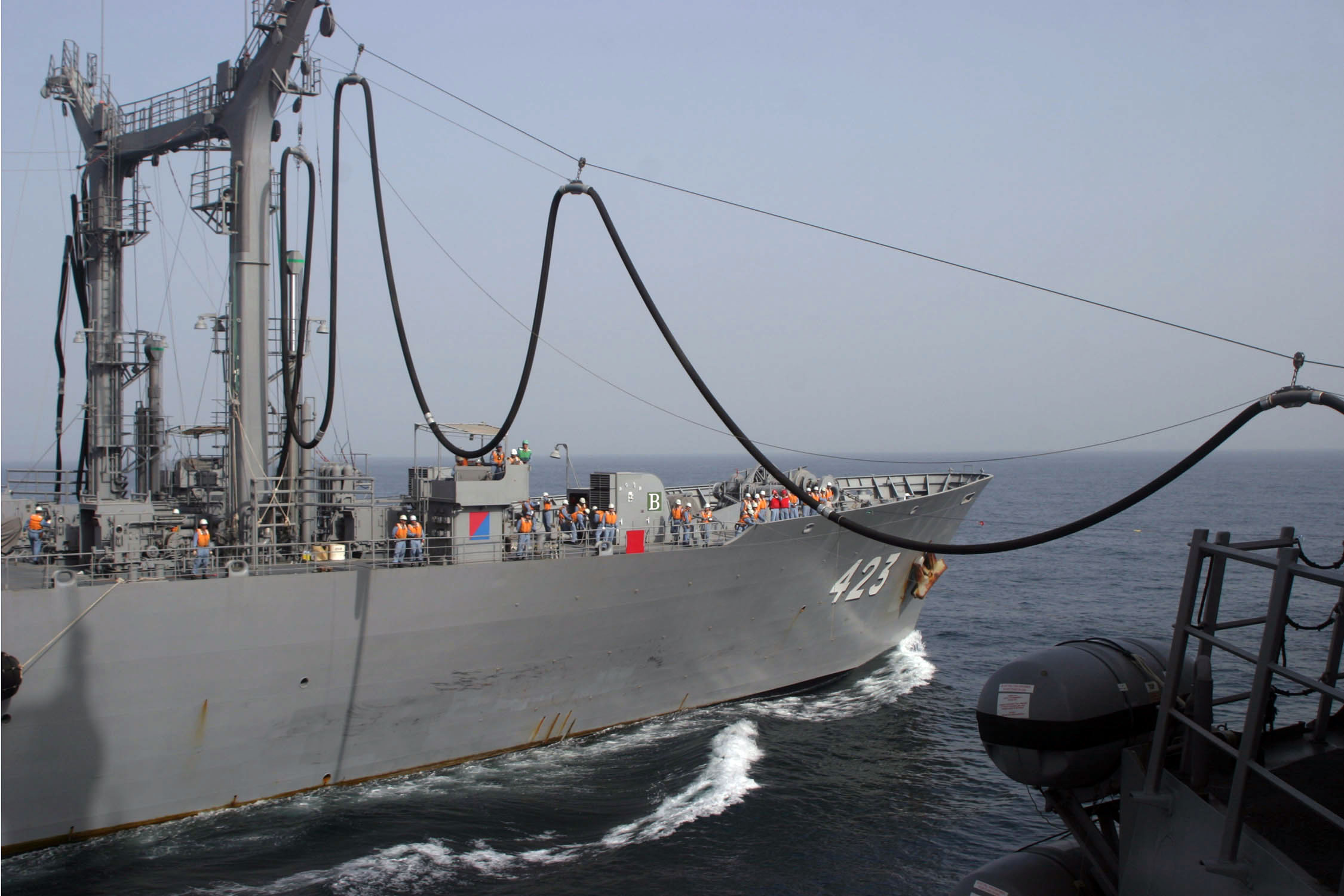
アメリカ海軍のミサイル駆逐艦「ディケーター」へ燃料補給を行う海上自衛隊の補給艦「ときわ」

## 派遣の経緯
テロ特措法の成立
2001年（平成13年）9月11日に、国際テロ組織アルカーイダの手により発生した、アメリカ同時多発テロ事件を受け、アメリカ合衆国は、アルカイダの最高指導者ウサーマ・ビン＝ラーディンを匿っているとされたアフガニスタンを報復攻撃（10月7日攻撃開始）するに当たり、日本政府も有志連合の一員として対テロ戦争に協力するよう求められ、それに対応すべく「テロ対策特別措置法」が2年間の時限立法で制定された。2007年11月に「ねじれ国会」のために期限切れとなったが、2008年1月に復活し、2010年1月に廃止となった。
テロ特措法は11月2日に施行されたが、まだ基本計画も決まっていなかったため、防衛庁設置法第5条の「所掌事務の遂行に必要な調査及び研究」を根拠として、海上自衛隊の護衛艦2隻と補給艦1隻からなる艦隊をインド洋に派遣することになり、11月9日に補給艦「はまな」、護衛艦「くらま」「きりさめ」を初派遣した（指揮官は本多宏隆第2護衛隊群司令）。
また基本計画決定後の同年11月25日には補給艦「とわだ」、護衛艦「さわぎり」、掃海母艦「うらが」が有志連合の一員として派遣され、先行派遣された3隻もテロ特措法に基づく活動に移った。

## 活動内容

### 協力支援活動
海上自衛隊の補給艦は、アラビア海を中心としたインド洋で、「不朽の自由作戦」の海上阻止行動（OEF‐MIO：Operation Enduring Freedom-Maritime Interdiction Operation）に従事する米軍などの艦船に対して、洋上補給（給油）を行なってこれを支援している。
海上阻止行動は、武器・弾薬やテロリスト、資金源となる麻薬などの海上輸送を阻止する活動である。この活動を行なう艦船に洋上補給を行うことで、その艦船が燃料補給の度にわざわざ寄港する手間を省くことができ、作戦活動の効率化に役立つ。

### 被災民救援活動
国連難民高等弁務官事務所（UNHCR）からの要請を受け、掃海母艦「うらが」と護衛艦「さわぎり」がアフガン難民のためのテントや毛布など、計約200トンの救援物資をパキスタンのカラチ港まで輸送した。「うらが」が帰還してこの活動は終了した（平成13年11月25日～12月31日）。ただし「さわぎり」は「はまな」などと合流して協力支援活動に移った。

### 活動の概要
当初は2年間の時限立法に基づく派遣であったが、イラク戦争などで中東情勢が変化した為、政府は数度にわたって特措法を延長し活動を行ってきた。
海上自衛隊の派遣部隊は2005年（平成17年）になって護衛艦1隻を減らし、補給艦・護衛艦各1隻の2隻態勢に陣容を縮小した。しかしこの派遣の根拠となっていたテロ対策特措法が2007年11月1日に期限を迎え、同月2日には撤退が始まった。
2007年（平成19年）以降は失効した旧法に代わり成立した新テロ特措法に基づき派遣が再開されている。2009年（平成21年）9月に発足した鳩山由紀夫内閣では新法の期限である平成22年1月15日以降の活動の延長は行わないことを表明。2010年1月15日に新テロ特措法が失効したことに伴い活動が終了、現地に展開中の部隊は撤収を開始した。
1月に終了した本活動であるが、ソマリア沖海賊の対策部隊派遣において恒久的な施設が建設されるなどの理由から2010年10月26日に自民党が活動を再開するための「テロ対策海上阻止活動及び海賊行為等対処活動に対する補給支援活動等特別措置法案」を参議院に提出したが、成立せず廃案となった。

### イラク作戦への転用疑惑
テロ対策特別措置法に基づく給油は、当然アフガニスタンにおける「不朽の自由作戦」に対する協力支援であり、給油は同作戦の海上阻止行動に従事する艦艇に対する支援として理解されてきたが、この目的で行われた給油が事実上イラク向け作戦の艦船への補給活動にもなっていたことが指摘され問題になっている。

### 燃料補給の実績
2001年（平成13年）12月2日から2006年（平成18年）12月7日までに、多国籍軍に艦艇用の燃料補給の回数が705回、約46万キロ・リットルを供与している。当初は、燃料補給の相手国は米国のみだったが、その後、11か国に拡大した。米国へ補給はその約9割が補給艦に対して行われたことが明らかにされた。
アメリカへの補給は、全部隊の消費量の1割にも満たないが、パキスタンなどアメリカ以外の諸外国参加艦艇に対しては、消費量の9割近い量に上る国もあった。
この礼として、同月にフランスは3000万円相当の燃料を欧州練習航海中の海上自衛隊練習艦隊に贈与した。
部隊は、次の相手に艦艇用燃料を補給をした（平成13年12月2日-同18年12月7日現在）。補給回数の多い順に記する。
| 補給相手                                                | 艦艇用燃料 | 艦艇搭載ヘリコプター用燃料 | 水   |
| ------------------------------------------------------- | ---------- | -------------------------- | ---- |
| アメリカ合衆国補給艦及び駆逐艦（平成13年2月2日初補給）  | 339回      | 30回                       |      |
| パキスタン駆逐艦                                        | 110回      | 11回                       | 88回 |
| フランス駆逐艦（平成15年3月9日初補給）                  | 79回       |                            |      |
| カナダ駆逐艦（平成15年4月6日初補給）                    | 42回       |                            |      |
| イタリア駆逐艦（平成15年3月20日初補給）                 | 39回       | 3回                        |      |
| イギリス補給艦及び後方揚陸艦等（平成14年1月29日初補給） | 27回       | 2回                        |      |
| ニュージーランド駆逐艦（平成15年3月11日初補給）         | 15回       |                            |      |
| ドイツ駆逐艦（平成15年6月4日初補給）                    | 23回       | 6回                        |      |
| ギリシャ駆逐艦（平成15年4月5日初補給）                  | 10回       |                            |      |
| オランダ駆逐艦（平成15年3月28日初補給）                 | 11回       |                            |      |
| スペイン駆逐艦（平成15年4月8日初補給）                  | 10回       |                            |      |

## 派遣中の死者
自衛隊の派遣中、戦闘以外の要因で3人の自衛官が死亡している。
- 2002年5月8日、インド洋沿岸国に入港中の護衛艦内で突然の心停止により死亡。
- 2002年6月8日、ドバイ市内での交通事故により死亡。
- 2007年7月30日、洋上の護衛艦内で死亡。

## インド洋派遣の意義

### 参加各国にとっての真の実利
国際貿易の大動脈たるインド洋における各国海軍による海上阻止行動は対テロ戦争にとって重要な役割を担っている。
インド洋上を通過するテロ組織による人・モノの流れを遮断し、なおかつ相互の連携を阻害することにより参加各国内等におけるテロ行為を未然に防止する効果が見込まれる。また、タリバンはその実効支配するアフガニスタンの一部地域においてアヘンの栽培やそれを基に製造したヘロインを密売し資金源としている。これらの麻薬はパキスタンを経由してインド洋を渡り、ソマリア・イエメンなどアラビア半島や東アフリカ沿岸国に上陸し、他のアフリカ諸国やアラブ諸国を経由してヨーロッパ各国に流入している。
しかし海上阻止行動が本格的になると（つまり海上補給により作戦参加艦艇のオンステージ時間を延長できること）海上ルートが密輸組織にとって使用困難となり、陸路イランからトルコ経由ルートやペルシャ湾からアラビア半島経由でスーダン、チャドを横断してアフリカ西海岸から大西洋経由しヨーロッパ諸国への流入ルートへ移り変わり、これが故に「（密輸を行なう上であらゆる危険性を含んだ）輸送コスト」が跳ね上がり、タリバンやアルカイダ等のテロ組織だけでなく各国の地下犯罪組織にも打撃を与えている。これにより一部の密輸組織は2007年頃からアデン湾などソマリア沖においての海賊行為へと「ビジネス」をシフトしていった。ただし、ソマリアの海賊がイスラム原理主義組織と対立することもあり、現地の海賊がすべてアルカイダ系組織と繋がりがあるというわけではない。
巨視的に見れば各国の治安維持や海上物流の安定化を図ることは世界経済の寄与すること（つまり平和で安全な状態での経済発展を促進すること）になる。

### 海上自衛隊全体にとって
海上自衛隊によるインド洋派遣は足掛け6年以上にも渉る長期派遣となった。この派遣によって、海上自衛隊が自衛艦隊によるローテーションによる外洋展開能力を持つという国際的に大きなアナウンス効果を得たという点で、日本の国際援助活動における地位向上に多大な影響を残した。また、11か国の海軍艦艇に給油を行ったことは、海軍としての横のつながりを強化するとともに、給油活動を通じて、共同対処のノウハウを得たという点で、海上自衛隊の能力向上にも大きく貢献した。長年にわたる酷暑地域での洋上給油任務を無事故で終結したことで、海上自衛隊の作戦能力は各国から高く評価された。
また、ローテーション派遣されたとわだ型補給艦が、海外派遣を前提として設計していなかったため、諸外国の補給艦と比べて著しく小型で使い勝手が悪いことが明らかになり、2004年（平成16年）から諸外国の標準的なサイズの補給艦であるましゅう型補給艦の投入を実現させ、結果的に海上自衛隊の後方支援能力の向上が図れた。
海上自衛隊では、このインド洋派遣での教訓を活かして、2006年度（平成18年度）に補給艦5隻による第1海上補給隊を新編して補給艦の運用を見直す。
今回の艦隊派遣は、第二次世界大戦後では、朝鮮戦争時の掃海部隊派遣、湾岸戦争後の掃海部隊派遣に続く、3回目の海外派遣である。

### イージス艦の初海外派遣
2002年（平成14年）には、イージス艦「きりしま」が初めて派遣された。イージス艦の海外派遣については、国会の場で諸外国の警戒感を呼び起こすとして反対の声が強かったが、「艦内の生活環境」を理由に派遣されることとなった。この問題について元防衛官僚の太田述正は「日本政府は、補給艦派遣をダシにして護衛艦をインド洋に派遣している」と指摘している。
一つの説として、モルディブ南方のインド洋にイギリス領チャゴス諸島があり、チャゴス諸島ディエゴガルシア島にはアメリカ空軍が使用している軍事基地がある。ディエゴガルシア基地は、米英軍にとって中東有事における重要な出撃基地であり、実際にアフガニスタン侵攻とイラク戦争においても使用された。当然、米英軍に敵対する勢力のターゲットになりやすい基地だが、作戦域の後方にあり、米英軍の艦船を周辺海域に常駐させる余裕がないため、補給艦の護衛という名目でイージス艦を派遣し、補給艦の護衛の傍らで、ディエゴガルシア島の上空及び周辺部の監視を行ったというものである。その事を示すかのように、イラク戦争が発生した2002年から2003年にかけてと、2004年には年間を通じてイージス艦がインド洋に派遣されている。もちろん、海上自衛隊は派遣の目的は給油活動のためとしており、詳しい派遣区域についての説明もしていない。
政府は、イージス艦が自衛隊の任務のために主体的に収集した情報をアメリカ等に提供することがあったとしても、それは「一般的な情報提供」にとどまるものであり、武力行使との一体化とはならず、問題はないとしている。イージス艦の派遣自体は、指揮通信・司令部機能の優れた艦としてヘリコプター搭載護衛艦4隻（はるな型護衛艦・しらね型護衛艦）だけでは派遣のローテーションが厳しく、イージス艦（こんごう型護衛艦4隻）はこの機能が優れているためであると説明している。
なお、マスコミによるイージス艦のイメージが先行し、あたかも特別な護衛艦のように思われがちではあるが、長射程の対空ミサイルを装備し、高性能レーダーなどイージスシステムにより同時に多数の対空目標に対処する能力を有しているのみで、その他の能力は汎用護衛艦と大きな違いはない。

### 自衛隊航空機の初の海外実任務
自衛隊航空機史上初の海外での実任務に艦載哨戒ヘリコプターSH-60Jが派遣された。SH-60Jは、護衛艦の航路の前程哨戒に使用されたほか、連絡、輸送などの任務が付与された。スマトラ沖大地震ではSH-60Jがインドネシアに遭難者の移動、医療品の輸送に活躍した。これは自衛隊機が行なった初の国際貢献の実例となっている。SH-60Jは対潜水艦戦が主任務であるが、機関銃を搭載してテロ攻撃からの警備任務や降下救助員による救難任務も行なった。自衛隊の航空機を海外で運用するために、友好国の空港使用の許可を得たり、予備部品の輸送手段の確保をするなど、国外での後方支援体制の確立に大きな成果を残した。また酷暑、砂漠地域での飛行という自衛隊としては貴重な経験を培うことができた。

### 評価
- 2010年1月12日、赤星慶治海上幕僚長は「大きな事故もなく、海自艦艇部隊の実力を示すことができた。日米同盟の下で海自と米海軍の連携を維持、強化していく重要な活動だった」と評した[10]。
- 2010年1月14日、鳩山由紀夫内閣総理大臣は「政策的意義でいえば近年、必ずしも十分な意味を持っていなかったのではないか。給油活動の実績が示している」と評した[11]。

## 派遣年表
2001年（平成13年）
- 9月 アメリカ同時多発テロ事件発生。
- 10月 米軍のアフガニスタン攻撃開始。
- 11月 テロ特措法が成立。護衛艦 DDH144「くらま」・DD104「きりさめ」、補給艦 AOE424「はまな」を派遣。
- 同月 護衛艦 DD157「さわぎり」、補給艦 AOE422「とわだ」が情報収集を目的として派遣。掃海母艦 MST463「うらが」をアフガニスタンに救援物資を運ぶため、パキスタンのカラチへ派遣。
- 12月 補給艦 AOE424「はまな」がインド洋上でアメリカ海軍への燃料補給を開始（海上自衛隊で初）。

2002年（平成14年）
- 1月 補給艦 AOE424「はまな」がイギリス海軍への燃料補給を開始。
- 2月 護衛艦 DDH141「はるな」・DD170「さわかぜ」、補給艦 AOE423「ときわ」を派遣。
- 6月 護衛艦 DD156「せとぎり」、補給艦「はまな」（第2回）を派遣。
- 7月 護衛艦 DDG169「あさかぜ」・DD105「いなづま」を派遣。
- 同月 護衛艦 DD103「ゆうだち」、補給艦「とわだ」（第2回）を派遣。
- 9月 護衛艦 DDH142「ひえい」・DD106「さみだれ」を派遣。
- 11月 補給艦「ときわ」（第2回）・DD102「はるさめ」をインド洋に派遣。
- 12月 イージス護衛艦 DDG174「きりしま」を初めて派遣。

2003年（平成15年）
- 3月
  - 9日 フランス海軍への燃料補給を開始。
  - 11日 ニュージーランド海軍への燃料補給を開始。
  - 20日 イラク戦争勃発。イタリア海軍への燃料補給を開始。
  - 28日 オランダ海軍への燃料補給を開始。
- 4月
  - 5日 ギリシャ海軍への燃料補給を開始。
  - 6日 カナダ海軍への燃料補給を開始。
  - 8日 スペイン海軍への燃料補給を開始。
  - イージス護衛艦 DDG173「こんごう」、補給艦「はまな」（第3回）を派遣。
- 6月 4日 ドイツ海軍への燃料補給を開始。
- 7月 護衛艦「はるな」（第2回）・DD151「あさぎり」、補給艦「とわだ」（第3回）を派遣。
- 10月 護衛艦「ひえい」（第2回）・DD108「あけぼの」、補給艦「ときわ」（第3回）を派遣。
- 同月 11月に期限切れとなるテロ特措法の2年延長を閣議決定。

2004年（平成16年）
- 1月 イージス護衛艦 DDG175「みょうこう」を派遣。
- 2月 護衛艦「さみだれ」（第2回）を派遣。
- 3月 補給艦「とわだ」（第4回）を派遣。
- 5月 イージス護衛艦「こんごう」（第2回）、護衛艦 DD109「ありあけ」を派遣。
- 8月 イージス護衛艦「きりしま」（第2回）、護衛艦 DD110「たかなみ」、補給艦「はまな」（第4回）を派遣（帰路の12月にスマトラ島沖地震の発生を受け、国際緊急援助隊派遣法に基づいてタイに派遣され、遺体収容を行う）。
- 11月 イージス護衛艦 DDG176「ちょうかい」、護衛艦 DD111「おおなみ」、新造の補給艦 AOE425「ましゅう」を派遣。
- 12月18日 補給艦「ましゅう」初の洋上給油を開始（パキスタン海軍駆逐艦に対して100キロリットル）。

2005年（平成17年）
- 3月 護衛艦 DDG172「しまかぜ」・DD103「ゆうだち」(第2回)、補給艦「とわだ」（第5回）を派遣。
- 7月 護衛艦 DD107「いかづち」、補給艦「はまな」（第5回）を派遣。以後、2隻による派遣となる。
- 7月18日 フランスから洋上給油の返礼として、練習艦隊の練習艦 TV3508「かしま」・護衛艦DD101「むらさめ」・護衛艦DD153「ゆうぎり」が寄港先のブレストで無償給油を受ける
- 10月 11月に期限切れとなるテロ特措法の半年再延長を閣議決定。
- 11月 護衛艦 DD104「きりさめ」、補給艦「ときわ」（第4回）を派遣。

2006年（平成18年）
- 3月 護衛艦 DD105「いなづま」（第2回）、新造の補給艦 AOE426「おうみ」を派遣。
- 4月 5月に期限切れとなるテロ特措法の半年再延長を閣議決定。
- 6月 護衛艦 DD113「さざなみ」、補給艦「ましゅう」（第2回）を派遣。
- 11月 護衛艦 DD112「まきなみ」、補給艦「とわだ」（第6回）を派遣。

2007年（平成19年）
- 3月 護衛艦 DD114 「すずなみ」、補給艦「はまな」（第6回）を派遣。
- 4月29日 アラブ首長国連邦アブダビに入港中の派遣部隊を安倍晋三総理大臣が視察。
- 5月21日 洋上給油750回達成。
- 7月 護衛艦 DD104「きりさめ」（第2回）、補給艦「ときわ」（第5回）を派遣。
- 11月2日 根拠法である「テロ対策特別措置法」、延長されず期限切れにより失効。展開中の全部隊、撤収へ。

2008年（平成20年）
- 1月16日：新テロ特措法が成立し、活動を再開する。
- 1月24日：補給艦「おうみ」（第2回）及び護衛艦「むらさめ」が出港、2月21日から補給活動を再開。
- 4月20日：補給艦「ましゅう」（第3回）、護衛艦「いかづち」（第2回）が舞鶴港及び横須賀港から出港。
- 7月24日：補給艦「はまな」（第7回）、護衛艦「ゆうだち」（第3回）が佐世保港から出港
- 11月10日：補給艦「とわだ」（第7回）、護衛艦「ありあけ」（第2回）が呉及び佐世保港から出港
- 12月12日：新テロ特措法改正法案が成立、派遣期間を1年延長

2009年（平成21年）
- 3月16日：補給艦「ときわ」（第6回）横須賀から出港
- 3月17日：護衛艦「あけぼの」（第2回）が呉から出港
- 7月21日：護衛艦「すずなみ」（第2回）が舞鶴から出港
- 7月22日：補給艦「おうみ」（第3回）が佐世保から出港
- 平成22年1月15日まで半年延長
- 11月9日：補給艦「ましゅう」（第4回）が舞鶴から、護衛艦「いかづち」（第3回）が横須賀から出港

2010年（平成22年）
- 1月15日：新テロ特措法の期限切れに伴い、日本標準時16日00：00時（現地時間15日19：00時）で給油活動が終了。展開中の全部隊が撤収を開始。[12]。最終補給相手であるパキスタン海軍駆逐艦「バブール」との給油は無事に終わり相互に答礼し帰国の途に就く[13]。
- 1月25日：インド洋補給支援活動のためバーレーンに派遣されていた連絡官が帰国する[14]。
- 2月6日：新テロ特措法の失効に伴い、インド洋で給油活動をしていた海上自衛隊派遣部隊の補給艦「ましゅう」と護衛艦「いかづち」乗組員、計約340人が帰国した[15]。

## 歴代派遣部隊
派遣海上補給支援部隊
（指揮官の階級は特記ない限り1等海佐）
| テロ特措法施行後   | テロ特措法施行後 | テロ特措法施行後  | テロ特措法施行後       | テロ特措法施行後                                | テロ特措法施行後 | テロ特措法施行後 |
| 回次               | 派遣部隊指揮官   | 氏名              | 期間                   | 派遣艦艇                                        |                  |                  |
| ------------------ | ---------------- | ----------------- | ---------------------- | ----------------------------------------------- | ---------------- | ---------------- |
| 01                 | 第2護衛隊群司令  | 本多宏隆 (海将補) | 2001.11.9 - 2002.3.16  | AOE-424 はまな DDH-144 くらま DD-104 きりさめ   |                  |                  |
| 01                 | 第2護衛隊群司令  | 本多宏隆 (海将補) | 2001.11.25 - 2002.4.25 | AOE-422 とわだ DD-157 さわぎり                  |                  |                  |
| 02                 | 第3護衛隊群司令  | 杉本正彦 (海将補) | 2002.2.12 - 2002.8.7   | AOE-423 ときわ DDH-141 はるな                   |                  |                  |
| 02                 | 第3護衛隊群司令  | 杉本正彦 (海将補) | 2002.2.13 - 2002.7.5   | DD-170 さわかぜ                                 |                  |                  |
| 03                 | 第4護衛隊群司令  | 加藤耕司 (海将補) | 2002.6.8 - 2002.8.20   | DD-156 せとぎり                                 |                  |                  |
| 03                 | 第4護衛隊群司令  | 加藤耕司 (海将補) | 2002.6.8 - 2002.11.26  | AOE-424 はまな                                  |                  |                  |
| 03                 | 第4護衛隊群司令  | 加藤耕司 (海将補) | 2002.7.1 - 2002.10.29  | DD-105 いなづま DDG-169 あさかぜ                |                  |                  |
| 03                 | 第4護衛隊群司令  | 加藤耕司 (海将補) | 2002.7.24 - 2002.11.26 | DD-103 ゆうだち                                 |                  |                  |
| 03                 | 第4護衛隊群司令  | 加藤耕司 (海将補) | 2002.7.24 - 2003.1.3   | AOE-422 とわだ                                  |                  |                  |
| 03                 | 第4護衛隊群司令  | 加藤耕司 (海将補) | 2002.9.17 - 2003.1.3   | DD-106 さみだれ                                 |                  |                  |
| 03                 | 第4護衛隊群司令  | 加藤耕司 (海将補) | 2002.9.17 - 2003.1.26  | DDH-142 ひえい                                  |                  |                  |
| 04                 | 第1護衛隊群司令  | 高嶋博視 (海将補) | 2002.11.25 - 2003.5.20 | AOE-423 ときわ DD-102 はるさめ                  |                  |                  |
| 04                 | 第1護衛隊群司令  | 高嶋博視 (海将補) | 2002.12.16 - 2003.5.20 | DDG-174 きりしま                                |                  |                  |
| 05                 | 第2護衛隊群司令  | 柴田雅裕 (海将補) | 2003.4.10 -2003.8.22   | AOE-424 はまな DDG-173 こんごう DD-109 ありあけ |                  |                  |
| 06                 | 第3護衛隊群司令  | 河野克俊 (海将補) | 2003.7.15 - 2003.11.19 | AOE-422 とわだ DDH-141 はるな DD-151 あさぎり   |                  |                  |
| 07                 | 第4護衛隊群司令  | 東郷行紀 (海将補) | 2003.10.28 - 2004.3.3  | DDH-142 ひえい                                  |                  |                  |
| 07                 | 第4護衛隊群司令  | 東郷行紀 (海将補) | 2003.10.28 - 2004.3.23 | DD-108 あけぼの                                 |                  |                  |
| 07                 | 第4護衛隊群司令  | 東郷行紀 (海将補) | 2003.10.28 - 2004.4.22 | AOE-423 ときわ                                  |                  |                  |
| 08                 | 第63護衛隊司令   | 柴田哲治          | 2004.1.23 - 2004.6.29  | DDG-175 みょうこう                              |                  |                  |
| 08                 | 第63護衛隊司令   | 柴田哲治          | 2004.2.15 - 2004.6.29  | DD-106 さみだれ                                 |                  |                  |
| 08                 | 第63護衛隊司令   | 柴田哲治          | 2004.3.14 - 2004.9.19  | AOE-422 とわだ                                  |                  |                  |
| 09                 | 第62護衛隊司令   | 野口 均           | 2004.5.17 - 2004.9.19  | DDG-173 こんごう DD-109 ありあけ                |                  |                  |
| 10                 | 第61護衛隊司令   | 深田卓夫          | 2004.8.9 - 2005.1.11   | DDG-174 きりしま DD-110 たかなみ                |                  |                  |
| 10                 | 第61護衛隊司令   | 深田卓夫          | 2004.8.10 - 2005.1.10  | AOE-424 はまな                                  |                  |                  |
| 11                 | 第64護衛隊司令   | 堀 正             | 2004.11.25 - 2005.5.10 | AOE-425 ましゅう DD-111 おおなみ                |                  |                  |
| 11                 | 第64護衛隊司令   | 堀 正             | 2004.11.26 - 2005.5.9  | DDG-176 ちょうかい                              |                  |                  |
| 12                 | 第63護衛隊司令   | 田中常夫          | 2005.3.30 - 2005.9.9   | DDG-172 しまかぜ                                |                  |                  |
| 12                 | 第63護衛隊司令   | 田中常夫          | 2005.3.31 - 2005.9.8   | AOE-422 とわだ DD-103 ゆうだち                  |                  |                  |
| 13                 | 第1護衛隊司令    | 佐藤壽紀          | 2005.7.26 - 2005.12.28 | DD-107 いかづち                                 |                  |                  |
| 13                 | 第1護衛隊司令    | 佐藤壽紀          | 2005.7.28 - 2005.12.27 | AOE-424 はまな                                  |                  |                  |
| 14                 | 第6護衛隊司令    | 大津雅紀          | 2005.11.14 - 2006.4.23 | AOE-423 ときわ                                  |                  |                  |
| 14                 | 第6護衛隊司令    | 大津雅紀          | 2005.11.15 - 2006.4.22 | DD-104 きりさめ                                 |                  |                  |
| 15                 | 第4護衛隊司令    | 村田隆齋          | 2006.3.14 - 2006.8.7   | AOE-426 おうみ DD-105 いなづま                  |                  |                  |
| 16                 | 第8護衛隊司令    | 杉原耕二          | 2006.6.26 - 2006.12.22 | AOE-425 ましゅう                                |                  |                  |
| 16                 | 第8護衛隊司令    | 杉原耕二          | 2006.6.27 - 2006.12.21 | DD-113 さざなみ                                 |                  |                  |
| 17                 | 第2護衛隊司令    | 久野敬市          | 2006.11.12 - 2007.4.26 | AOE-422 とわだ DD-112 まきなみ                  |                  |                  |
| 18                 | 第3護衛隊司令    | 近藤 誠           | 2007.3.14 - 2007.8.27  | DD-114 すずなみ                                 |                  |                  |
| 18                 | 第3護衛隊司令    | 近藤 誠           | 2007.3.15 - 2007.8.26  | AOE-424 はまな                                  |                  |                  |
| 19                 | 第6護衛隊司令    | 尾島義貴          | 2007.7.13 - 2007.11.22 | DD-104 きりさめ                                 |                  |                  |
| 19                 | 第6護衛隊司令    | 尾島義貴          | 2007.7.13 - 2007.11.23 | AOE-423 ときわ                                  |                  |                  |
| 新テロ特措法施行後 |                  |                   |                        |                                                 |                  |                  |
| 01                 | 第1護衛隊司令    | 佐伯精司          | 2008.1.24 - 2008.6.4   | DD-101 むらさめ                                 |                  |                  |
| 01                 | 第1護衛隊司令    | 佐伯精司          | 2008.1.25 - 2008.6.3   | AOE-426 おうみ                                  |                  |                  |
| 02                 | 第2護衛隊司令    | 筧 豊隆           | 2008.4.20 - 2008.9.4   | AOE-425 ましゅう DD-107 いかづち                |                  |                  |
| 03                 | 第7護衛隊司令    | 大津雅紀          | 2008.7.24 - 2008.12.21 | AOE-424 はまな DD-103 ゆうだち                  |                  |                  |
| 04                 | 第6護衛隊司令    | 小野寺功          | 2008.11.10 - 2009.4.27 | AOE-422 とわだ DD-109 ありあけ                  |                  |                  |
| 05                 | 第3護衛隊司令    | 眞鍋浩司          | 2009.3.16 - 2009.9.1   | AOE-423 ときわ                                  |                  |                  |
| 05                 | 第3護衛隊司令    | 眞鍋浩司          | 2009.3.17 - 2009.9.2   | DD-108 あけぼの                                 |                  |                  |
| 06                 | 第5護衛隊司令    | 内山哲也          | 2009.7.21 - 2009.12.24 | AOE-426 おうみ                                  |                  |                  |
| 06                 | 第5護衛隊司令    | 内山哲也          | 2009.7.22 - 2009.12.23 | DD-114 すずなみ                                 |                  |                  |
| 07                 | 第7護衛隊司令    | 酒井 良           | 2009.11.9 - 2010.2.6   | AOE-425 ましゅう DD-107 いかづち                |                  |                  |